# Giacomo Santini

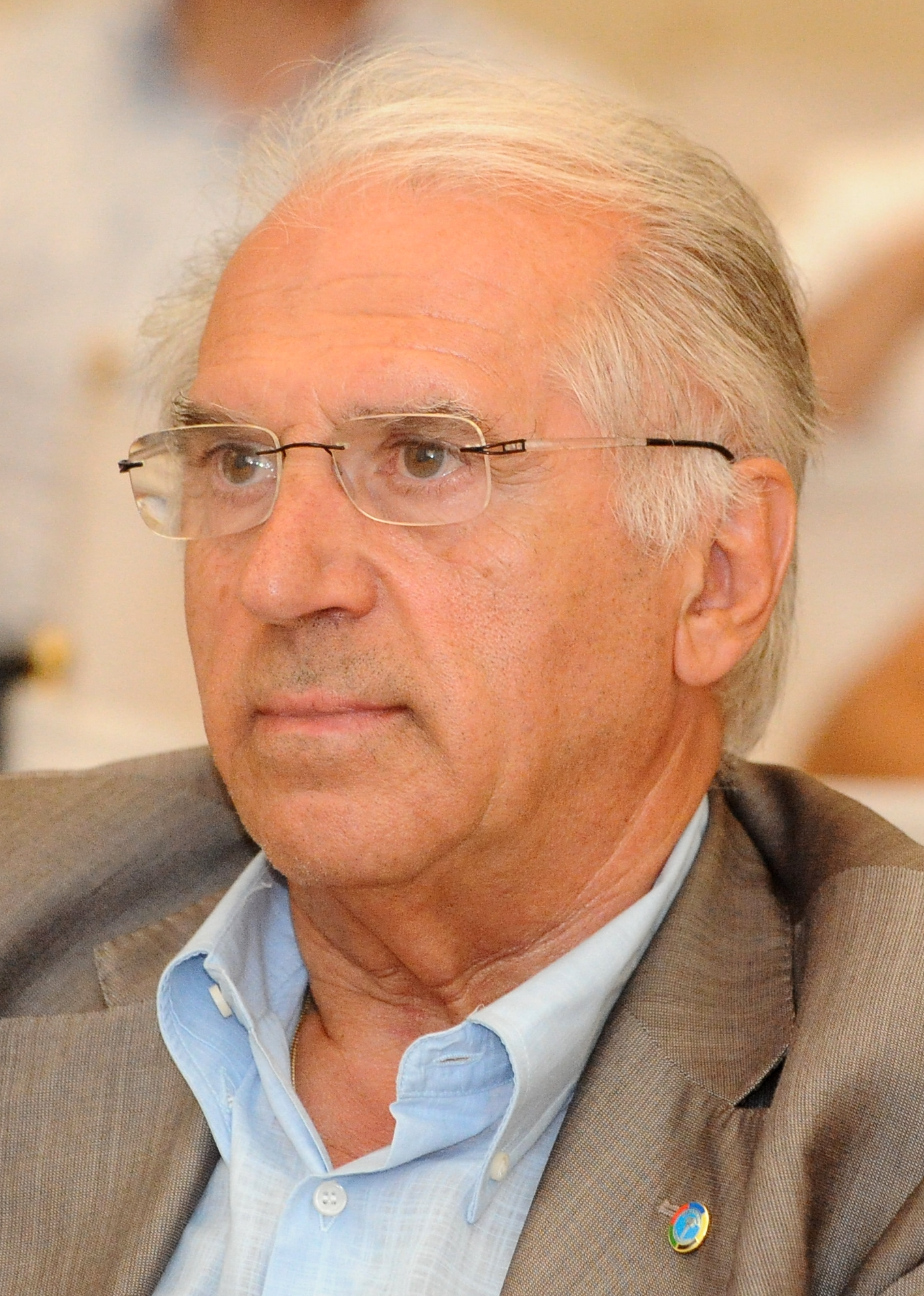
Giacomo Santini

Giacomo Santini (n. 10 ianuarie 1941) este un jurnalist sportiv și politician  italian, fost membru al Parlamentului European în perioada 1999 - 2004 din partea Italiei. 
1. ↑  Giacomo SANTINI, pace.coe.int
2. ↑   http://www.assembly.coe.int/nw/xml/AssemblyList/MP-Details-EN.asp?MemberID=6401 Lipsește sau este vid: |title= (ajutor)
3. ↑   https://dati.senato.it/senatore/22779 Lipsește sau este vid: |title= (ajutor)
4. 1 2  Deputații în Parlamentul European